# Con mèo của Schrödinger

Trạng thái của mèo, mô tả theo cách hiểu Copenhagen về cơ học lượng tử, là chồng chập của sống và chết, cho đến khi có người mở hòm ra xem. Thế nhưng theo trực giác, trong thế giới vĩ mô, con mèo chỉ có thể ở một trong hai trạng thái cơ bản hoặc sống hoặc chết.

Con mèo của Schrödinger là một thí nghiệm tưởng tượng, đôi khi được gọi là nghịch lý do nhà vật lý học người Ireland gốc Áo Erwin Schrödinger nghĩ ra vào năm 1935 khi tranh luận với Albert Einstein về cách hiểu Copenhagen trong cơ học lượng tử. Thí nghiệm đưa ra giả thuyết về một con mèo có thể vừa sống vừa chết, theo cách hiểu của vật lý là trạng thái chồng chất lượng tử. Hiện tượng này xảy ra khi đối tượng thí nghiệm được liên kết với sự kiện hạt hạ nguyên tử ngẫu nhiên có thể xảy ra hoặc không.
Thí nghiệm tưởng tượng này cũng được đề cập trong các cuộc thảo luận lý thuyết về cách hiểu của cơ học lượng tử, đặc biệt là trong các tình huống liên quan đến vấn đề đo lường. Schrödinger đã đặt ra thuật ngữ Verschränkung (sự vướng víu) trong quá trình phát triển thí nghiệm tưởng tượng.

## Thí nghiệm

Giải thích của thuyết đa vũ trụ. Theo thuyết này, mọi sự kiện đều là điểm rẽ nhánh. Trạng thái sống và chết của mèo nằm trên hai nhánh của vũ trụ, cả hai nhánh đều có thật, nhưng không tương tác với nhau.

Schrödinger đã viết:
Một con mèo được nhốt vào trong hộp, cùng với các thiết bị sau (mà con mèo không thể tác động vào): một ống đếm Geiger và một mẩu vật chất phóng xạ nhỏ đến mức trong vòng một tiếng đồng hồ chỉ có 50% xác suất nó phát ra một tia phóng xạ. Nếu có tia phóng xạ phát ra, ống đếm Geiger sẽ nhận tín hiệu và thả rơi một cây búa đập vỡ lọ thuốc độc hydrocyanic acid nằm trong hộp và con mèo sẽ chết. Nếu trong vòng một tiếng vẫn không có tia phóng xạ nào phát ra, con mèo vẫn sẽ sống. Hàm sóng của hệ thống sẽ là sự chồng chập của cả trạng thái con mèo sống và con mèo chết và cả hai trạng thái chồng chập có biên độ như nhau.
Trong những trường hợp như thế này, sự vô định của thế giới vi mô đã chuyển sang thế giới vĩ mô, và có thể được giải quyết bằng quan sát trực tiếp. Nó giúp chúng ta tránh phải chấp nhận một cách ngây thơ một "mô hình bị làm nhòe" khi mô tả thực tại. Bản thân các tình huống như thế này không có gì thiếu rõ ràng. Có sự khác biệt giữa một bức ảnh chụp nhòe của vật thể nào đó và một bức chụp rõ nét của đám mây hay sương mù.
Với thí nghiệm này, Schrödinger đã đặt ra câu hỏi: "khi nào thì một hệ lượng tử ngừng tồn tại ở trạng thái chồng chập của các trạng thái cơ bản và trở thành một trong số các trạng thái cơ bản?" Trường phái Copenhagen cho rằng chỉ khi có sự can thiệp của người quan sát thì trạng thái của hệ lượng tử mới xác định. Trong thí nghiệm tưởng tượng này bản thân con mèo phải là quan sát viên (nếu nó sống, nó chỉ nhớ là mình đã luôn sống) hoặc là sự tồn tại của nó ở một trạng thái xác định đòi hỏi sự can thiệp của một quan sát viên bên ngoài. Như vậy dường như chính sự tác động của quan sát viên quyết định trạng thái của mèo. Điều này là không thể chấp nhận được với Albert Einstein, người cho rằng trạng thái của con mèo là độc lập với việc quan sát.

## Thông tin thêm
Nhà vật lý Stephen Hawking đã từng nói: "Khi tôi nghe kể về con mèo của Schrödinger, tôi vội tìm súng của mình."